# Сэндин, Эрик
Эрик Сэндин (англ. Erik Sandin) — американский музыкант и барабанщик панк-рок-группа NOFX и бывший участник панк-рок-группы Caustic Cause. Он был одним из основателей NOFX, когда они сформировались в Голливуде, штат Калифорния, в 1983 году.

## Биография
Через два года после создания NOFX он переехал в Санта-Барбару, оставив группу. Всего за один год без Сэндина группа сменила двух барабанщиков (Скотт Селлерс и Скотт Алдал), а в 1986 году группа уговорила Сэндина вернуться в NOFX.
С момента своего возвращения в 1986 году он был постоянным барабанщиком NOFX и играл на барабанах на каждом студийном альбоме NOFX и выпущенном EP, в том числе на концертном альбоме 2007 года, They’ve Actually Gotten Worse Live!. Группа Dogpiss представила песню о нём под названием «Stand In Erik Sandin» на сборнике «Fat Wreck Chords» под названием Short Music for Short People.
Перед записью White Trash, Two Heebs и Bean фронтмен NOFX, Fat Mike, поставил Сандину ультиматум. Ему пришлось бросить героин или заменить его. Понимая, что NOFX был самой важной вещью в его жизни, и с помощью Brett Gurewitz и Lynn Strait Сандин поступил на реабилитацию на ранчо в пустынных горячих источниках в Калифорнии для лечения героиновой зависимости. С тех пор Сандин не использовал больше героин.